# Prismatomeris javanica
Prismatomeris javanica är en måreväxtart som först beskrevs av Theodoric Valeton, och fick sitt nu gällande namn av Henry Nicholas Ridley. Prismatomeris javanica ingår i släktet Prismatomeris och familjen måreväxter. Inga underarter finns listade i Catalogue of Life.